# 鄧宗堯
鄧宗堯，中國清朝官員。
同治年間曾任嘉義縣知縣。光緒六年（1880年）接替傅德柯，於台灣台北地區擔任台灣府淡水縣知縣一職，亦是大台北區域分治設縣的首任知縣，翌年，因治理不力，遭福建巡撫勒方錡撤職。